# Ширке
Ширке (нем. Schierke) — община в Германии, в земле Саксония-Анхальт. 
Входит в состав района Вернигероде. Подчиняется управлению Броккен-Хохгарц.  Население составляет 721 человек (на 31 декабря 2006 года). Занимает площадь 40,13 км².
Община подразделяется на 2 сельских округа.

## Фотографии

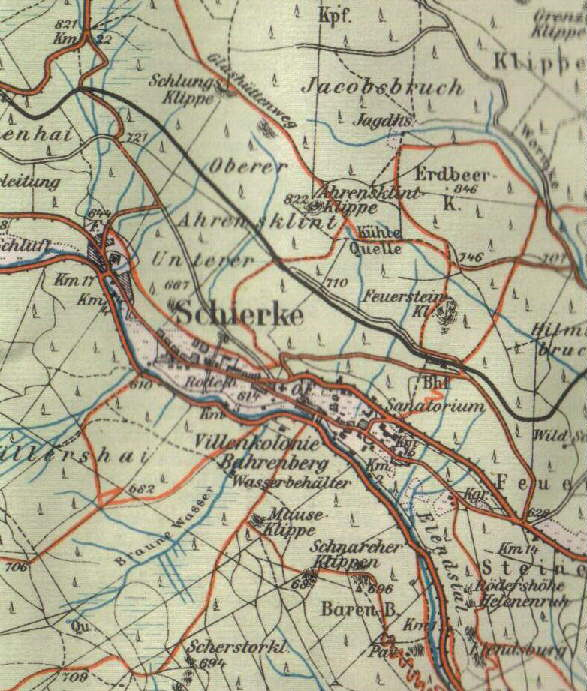
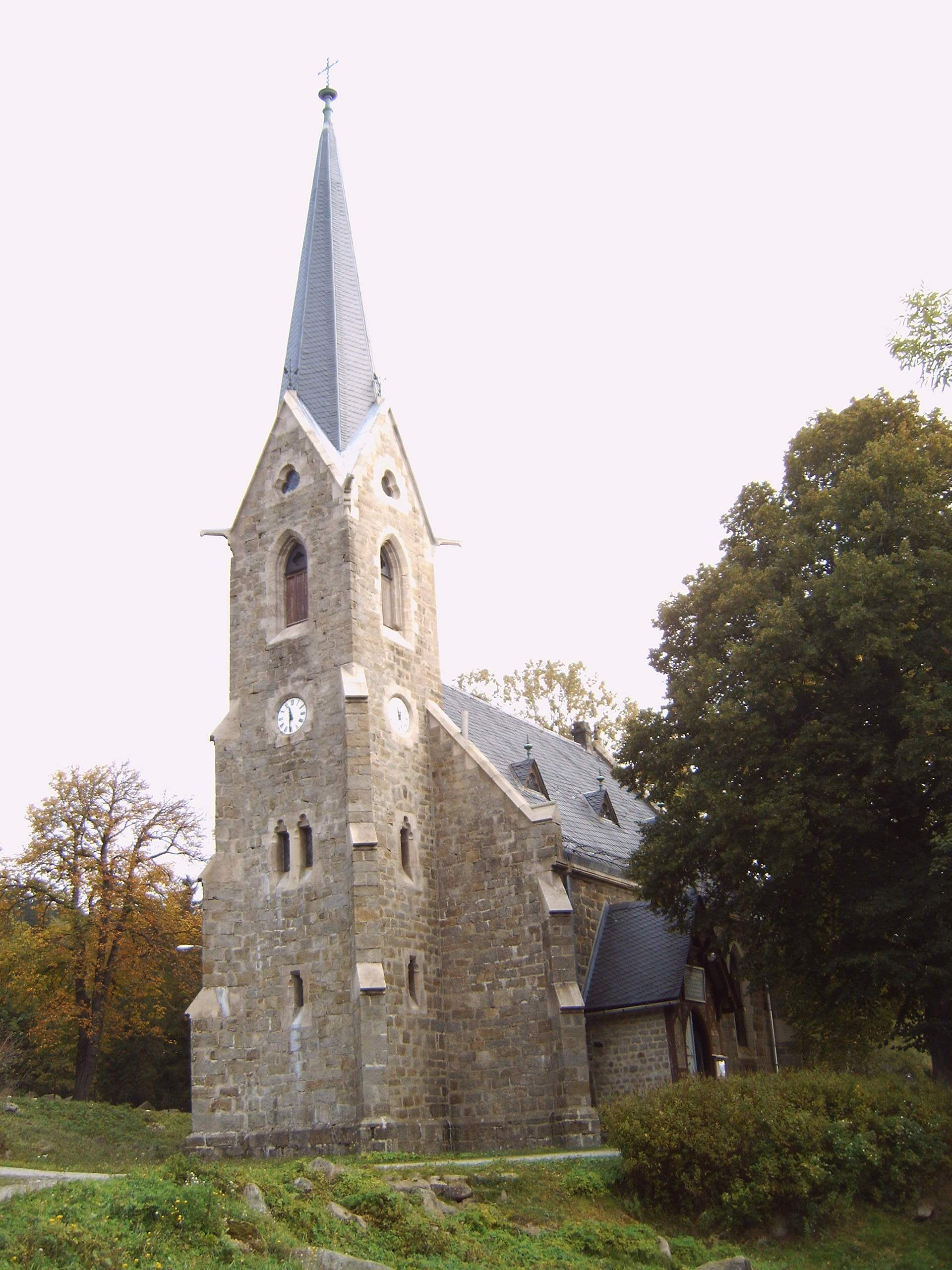
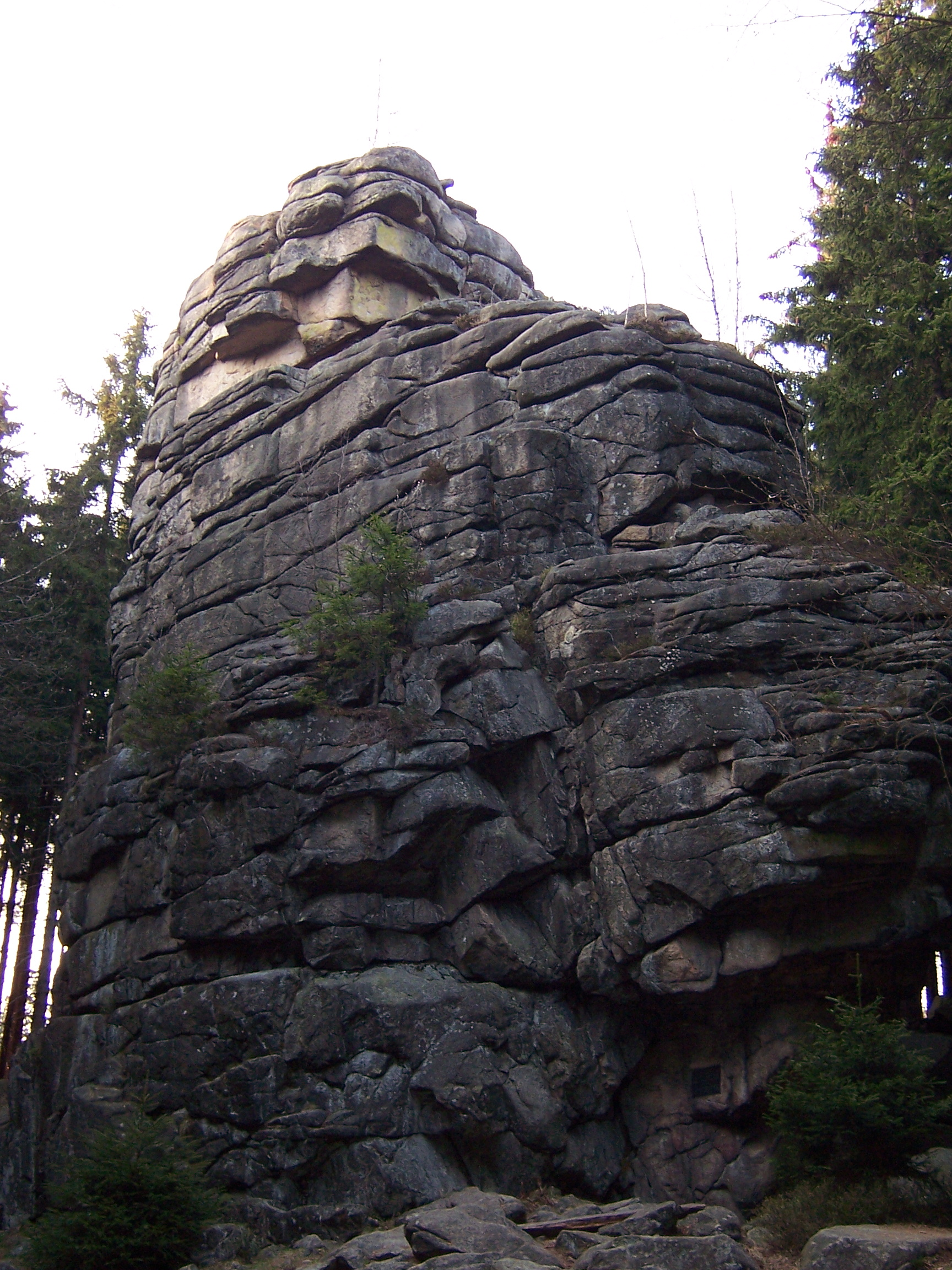